# یوایچی ناکامارو
یوایچی ناکامارو (انگلیسی: Yuichi Nakamaru؛ زادهٔ ۴ سپتامبر ۱۹۸۳) یک موسیقی‌دان اهل ژاپن است.